# Fenómeno Chavín
El fenómeno Chavín o esfera de interacción Chavín, es un término utilizado en la arqueología andina para denominar al movimiento cultural complejo durante los siglos X a. C. y IV a. C. vinculado al centro ceremonial de Chavín de Huántar. Este movimiento envolvió un conjunto de fuerzas ideológicas, económicas y sociales.

## Uso del término
Aparte de Chavín de Huántar como sitio arqueológico, se ha considerado a Chavín desde un estilo artístico a una cultura, y hasta un imperio cuya influencia se irradiaba desde su capital montañosa en Chavín de Huántar. La idea de Chavín como un imperio que ejercía poder político o militar sobre gran parte del Perú ha sido generalmente descartada. Asimismo, se ha argumentado que los numerosos sitios y pueblos que adoptaron y adaptaron la cultura material Chavín dentro de sus comunidades no constituyen un único grupo cultural o étnico. En cambio, Chavín se entiende mejor como una esfera de interacción estrechamente conectada, a través de la cual las interacciones religiosas y económicas a largo plazo dieron como resultado una cultura visual compartida.
Desde la arqueología andina, se ha denominado a este periodo Horizonte Chavín, entendiéndose como "horizonte" un período de mayor interacción social y económica. Las causas de esa mayor interacción, exactamente qué sitios estaban implicados y si "horizonte" era un término apropiado y útil han sido –y siguen siendo- objeto de controversia. En 1993, Richard Burger en el artículo «The Chavín Horizon: stylistic chimera or socioeconomic metamorphosis?» rechazó específicamente la analogía con horizontes posteriores como el Horizonte Medio (Wari/Tiwanaku) o Horizonte Tardío (Inca), aunque defendió el uso continuo de "horizonte" como término identificatorio. También reasoció esa etiqueta al proceso cultural particular asociado con la aparición generalizada de la cultura material y la iconografía de Chavín de Huántar (hoy descrita más comúnmente con el término más neutral "fenómeno Chavín".

## Cronología
El periodo comprendido de acuerdo a fechados radiocarbónicos calibrados abarcaría desde el final del Horizonte Temprano (siglo X a. C.) y los inicios del Intermedio Temprano (siglo IV a. C.).

## Alcance geográfico
Las regiones más claramente involucradas en la esfera de interacción Chavín incluyen la sierra de Áncash, Cajamarca, la Costa Norte, la Costa Central, Ayacucho, Huancavelica y la región Paracas de la Costa Sur.

## Características
El antropólogo estadounidense Richard Burger definió las siguientes características del fenómeno Chavín:
- La difusión de un culto religioso, posiblemente organizado como una red de oráculos, a lo largo de la costa y la sierra del Perú.
- El surgimiento de un patrón de peregrinaje que conectaba la costa, la sierra y las regiones andinas orientales con Chavín de Huántar como destino central.
- La expansión de Chavín de Huántar hasta convertirse en un centro cívico-ceremonial de carácter protourbano, abarcando aproximadamente 50 hectáreas y albergando a varios miles de habitantes.
- El aumento del comercio a larga distancia dentro de la esfera de interacción de Chavín, impulsado por el uso de caravanas de llamas.
- El desarrollo de elites sociopolíticas en Chavín de Huántar, así como de centros políticos autónomos como Kuntur Wasi y Pacopampa, estableciendo relaciones entre entidades políticas similares mediante el intercambio de bienes de lujo y alianzas matrimoniales.
- La difusión de diversas tecnologías, incluyendo la metalurgia y la producción textil, muchas de ellas vinculadas con la fabricación de emblemas de estatus o elementos rituales.
- La adopción de estilos y decoraciones cerámicas comunes entre grupos alejados de Chavín de Huántar, que anteriormente producían cerámica con características locales distintas.